# 国鉄193系電車
国鉄193系電車（こくてつ193けいでんしゃ）は、日本国有鉄道（国鉄）が設計した、直流専用の電気検測用試験電車である。

## 概要
信号・架線の検測を行う車両で、クモヤ193形に搭載した下枠交差型のパンタグラフは検査用である。
- クモヤ193形 : 架線
- クモヤ192形 : 信号（クモヤ192-1の後ろ寄りのパンタグラフは架線の検査も可能）

車体塗装は青15号に黄5号の警戒帯で、屋根はねずみ色、床下は黒で塗装されている。車体側面の車両番号表記の真上に、「電気検測試験車」の文字を配している。運転台側の連結器は双頭式である。
新造した0番台と交直両用検測車から改造した50番台の2種類が在籍したが、共通点は直流専用の電気検測車という点のみであり、それ以外は全く異なるものである。

## クモヤ193・192-1
それまで首都圏の架線検測用に使用していた191系を置き換えるATC対応の検測車として、1980年（昭和55年）3月11日に近畿車輛で新製された。片町・東海道・山陽本線で公式試運転を行った後、品川電車区（現・東京総合車両センター）に配置された。その後、新潟地区と首都圏各線の検測に使用されるが、下記の新機軸の搭載により測定に誤差の有無確認のため、同系登場後191系も一年程並行して検測に使用された。

### 構造
首都圏を中心に当時首都圏通勤路線で導入が進んでいたATCに対応しており、架線を検測するクモヤ193-1（Mc）と信号を検測するクモヤ192-1（M'c）の2両で固定編成を組む。運用の関係上特急列車のダイヤを使用する場合もあるため、最高速度は120km/hとされた。

#### 車体
車体構造は先に登場したキヤ191系や443系に近い。前頭部はクハ183形1000番台やクハ481形300番台に準じた高運転台・非貫通構造であり、運転室も速度計がATC車内信号対応のものとなっているほかは183系等の特急形電車とほぼ同一である。身延線の狭小トンネルに対応し、横軽対策も施されている。なお、車内にトイレは設けられていない（クモヤ192-1の後位に洗面所のみ設置）。

#### 台車
特急・急行形電車向け台車DT32（動力台車）・TR69（付随台車）の派生であるDT32J・TR69Iを装備する。ATC用速度検出のためにクモヤ192-1の前位台車のみモーターの無いTR69Iとされ、残り3台車（6軸）にモーターを装備する。これにより、2両で6個のモーターを搭載し、端子電圧500Vで用いる独特の設計となっている。

#### クモヤ193-1
架線の検測を行う。
運転台直後の屋根上に測定用パンタグラフ1基（下枠交差型）を備えるほか、観測用ドームや投光器が設置されている。トロリー線の測定方法が従来の可視光線によるものからレーザーを用いるものに変わったため、昼間でも検測が可能になった。

#### クモヤ192-1
信号の検測を行う。
集電用パンタグラフ2基を有し、車内にATC車上装置を設置している。後位には洗面所が設けられているがトイレはない。

### 運用
国鉄分割民営化後は東日本旅客鉄道（JR東日本）に承継され、E491系が登場する2003年頃まで使用した。置き換え後も東京総合車両センター内に保留車として保管されていた。しかし、2013年6月10日付けで除籍され、廃車解体された。

## クモヤ193・192-51
| クモヤ193-51 |  | クモヤ192-51共に改造時の塗色  |
| クモヤ193-51 |  | クモヤ192-51 共に改造時の塗色 |

1966年（昭和41年）に日立製作所で新製された交直両用電気検測試験車、クモヤ495系を、1987年（昭和62年）に改造したものである。
非貫通・高運転台構造で前面窓にはパノラミックウインドウを採用。国鉄分割民営化後は東海旅客鉄道（JR東海）に承継され、名古屋都市圏の路線で使用した。改造時は495系当時の塗色（赤13号にクリーム4号の警戒帯）のままであったが、後に青15号に黄5号の警戒帯となった。
代替車であるキヤ95系の登場により、1998年（平成10年）1月30日付で廃車となった。